# Pierre Rousselet-Blanc
Vous pouvez aider à l'améliorer ou bien discuter des problèmes sur sa page de discussion.
- Il ne cite pas suffisamment ses sources. Vous pouvez indiquer les passages à sourcer avec {{référence nécessaire}} ou {{Référence souhaitée}}, et inclure les références utiles en les liant aux notes de bas de page. (Marqué depuis octobre 2012)
- Il n’est pas rédigé dans un style encyclopédique. (Marqué depuis septembre 2012)

- Archive Wikiwix
- Bing
- Cairn
- DuckDuckGo
- E. Universalis
- Gallica
- Google
- G. Books
- G. News
- G. Scholar
- Persée
- Qwant
- (zh) Baidu
- (ru) Yandex
- (wd) trouver des œuvres sur Wikidata

Pierre Rousselet-Blanc, né le 31 août 1938, est un docteur vétérinaire qui s'est consacré aux animaux de compagnie et aux médias. Il est l'auteur de nombreux ouvrages (publiés aux éditions Larousse, Hachette, Nathan etc). Il a tenu des rubriques animalières dans la presse écrite (France soir, télé loisirs, le parisien, Notre temps, etc) et à la radio (RTL, France Inter). Il a été producteur/présentateur à la télévision (La Cinq, TF1, France 3, France 5). Magazines : Mille et une pattes, Le Jardin des bêtes, et documentaires. Il est gérant de Video reportages communication (VRC). Il a exercé la médecine vétérinaire à Paris 15e. Il est aujourd'hui à la retraite.